# Kölleda
Kölleda település Németországban, azon belül Türingiában. Lakosainak száma 6465 fő (2023. december 31.). Kölleda Sömmerda, Großneuhausen és Finne községekkel határos.

## Népesség
A település népességének változása:
| Lakosok száma | 5957 | 6391 | 6228 | 6526 | 6465 |
|               | 2017 | 2019 | 2021 | 2022 | 2023 |